# Le Rheu
Le Rheu est une commune française située dans le département d'Ille-et-Vilaine, en région Bretagne.
Elle borde la ville de Rennes à l'ouest avec sa voisine Vezin-le-Coquet.

## Géographie

### Description
La commune du Rheu est située dans un paysage bocagé et est composée de trois principaux foyers de peuplement : le centre-ville du Rheu, les Landes d'Apigné à l'est autour de la D 224 (rue Nationale et ancienne route de Lorient venant de Rennes), et le bourg de Moigné (ancienne commune ayant fusionné avec Le Rheu le 1er mars 1965) au sud.

### Communes limitrophes
Les communes limitrophes sont Rennes, L'Hermitage, Chavagne, Mordelles, Pacé, Saint-Jacques-de-la-Lande et Vezin-le-Coquet.
| L'Hermitage | Pacé     | Vezin-le-Coquet           |
| Cintré      | Rheu     | Rennes                    |
| Mordelles   | Chavagne | Saint-Jacques-de-la-Lande |

### Hydrographie
Pour un article plus général, voir Réseau hydrographique d'Ille-et-Vilaine.
La commune est située dans le bassin de la Vilaine au sein du bassin Loire-Bretagne. Elle est drainée par la Vilaine, un bras de la vilaine, la Flume, le Blosne et le Lindon, et un autre petit cours d'eau,.
La Vilaine constitue la limite naturelle est du territoire communal. D'une longueur de 218 km, elleprend sa source dans la commune de Juvigné et se jette  dans l'Océan Atlantique à Camoël, après avoir traversé 56 communes. 
La Flûme coule au nord-est (frontière avec Vezin-le-Coquet) et au nord (frontière avec Pacé). D'une longueur de 34 km, elle prend sa source dans la commune de La Chapelle-Chaussée et se jette  dans la Vilaine à Rennes, après avoir traversé dix communes. 
Le Blosne, d'une longueur de 19 km, prend sa source dans la commune de Domloup et se jette  dans la Vilaine sur la commune, après avoir traversé huit communes. 
Le ruisseau du Lindon traverse le bourg du Rheu, où la majorité du cours est couverte.

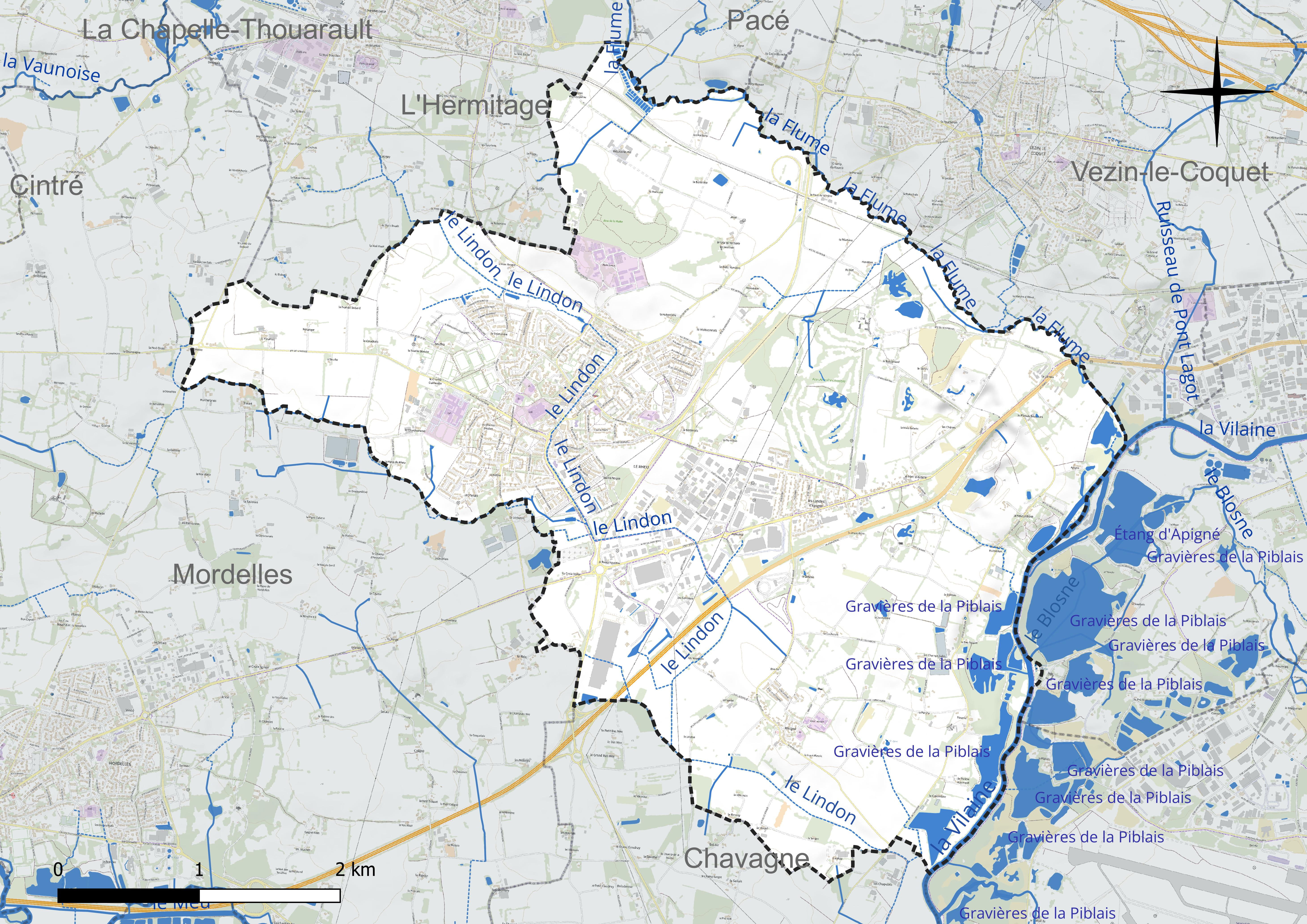
Réseau hydrographique du Rheu.

Un plan d'eau complète le réseau hydrographique : les gravières de la Piblais (8,69 ha),.

### Climat
Pour des articles plus généraux, voir Climat de la Bretagne et Climat d'Ille-et-Vilaine.
En 2010, le climat de la commune est de type climat océanique altéré, selon une étude du CNRS s'appuyant sur une série de données couvrant la période 1971-2000. En 2020, Météo-France publie une typologie des climats de la France métropolitaine dans laquelle la commune est exposée à un climat océanique et est dans la région climatique Bretagne orientale et méridionale, Pays nantais, Vendée, caractérisée par une faible pluviométrie en été et une bonne insolation. Parallèlement l'observatoire de l'environnement en Bretagne publie en 2020 un zonage climatique de la région Bretagne, s'appuyant sur des données de Météo-France de 2009. La commune est, selon ce zonage, dans la zone « Sud Est », avec des étés relativement chauds et ensoleillés.
Pour la période 1971-2000, la température annuelle moyenne est de 11,6 °C, avec une amplitude thermique annuelle de 12,8 °C. Le cumul annuel moyen de précipitations est de 737 mm, avec 12,5 jours de précipitations en janvier et 6,2 jours en juillet. Pour la période 1991-2020, la température moyenne annuelle observée sur la station météorologique installée sur la commune est de 12,2 °C et le cumul annuel moyen de précipitations est de 720,4 mm,. Pour l'avenir, les paramètres climatiques de la commune estimés pour 2050 selon différents scénarios d'émission de gaz à effet de serre sont consultables sur un site dédié publié par Météo-France en novembre 2022.
| Mois                                  | jan.          | fév.          | mars          | avril         | mai           | juin          | jui.          | août          | sep.          | oct.          | nov.          | déc.          | année     |
| ------------------------------------- | ------------- | ------------- | ------------- | ------------- | ------------- | ------------- | ------------- | ------------- | ------------- | ------------- | ------------- | ------------- | --------- |
| Température minimale moyenne (°C)     | 3             | 2,6           | 3,9           | 5,7           | 8,8           | 11,9          | 13,2          | 12,9          | 10,7          | 8,9           | 6             | 3,5           | 7,6       |
| Température moyenne (°C)              | 6,1           | 6,3           | 8,5           | 11,2          | 14,1          | 17,4          | 19            | 18,6          | 16,5          | 13,1          | 9,4           | 6,6           | 12,2      |
| Température maximale moyenne (°C)     | 9,2           | 10,1          | 13,1          | 16,8          | 19,4          | 22,9          | 24,9          | 24,4          | 22,3          | 17,4          | 12,8          | 9,7           | 16,9      |
| Record de froid (°C) date du record   | −8,5 09.01.03 | −8,6 03.02.12 | −7,9 01.03.05 | −4,1 04.04.22 | −1 06.05.19   | 3,3 01.06.06  | 5,8 24.07.11  | 4,9 31.08.03  | 2,3 20.09.12  | −2 29.10.03   | −5,8 29.11.10 | −8,2 16.12.09 | −8,6 2012 |
| Record de chaleur (°C) date du record | 17,3 27.01.03 | 20,5 27.02.19 | 23,5 30.03.21 | 27,6 20.04.18 | 30,5 24.05.10 | 38,6 18.06.22 | 39,7 18.07.22 | 39,5 05.08.03 | 34,9 09.09.23 | 29,7 02.10.23 | 21,4 07.11.15 | 17,9 31.12.22 | 39,7 2022 |
| Précipitations (mm)                   | 72,2          | 57,6          | 55,9          | 47,9          | 60,4          | 51            | 44,4          | 47,6          | 41,1          | 81,9          | 80,1          | 80,3          | 720,4     |

## Urbanisme

### Typologie
Au 1er janvier 2024, Le Rheu est catégorisée centre urbain intermédiaire, selon la nouvelle grille communale de densité à sept niveaux définie par l'Insee en 2022.
Elle appartient à l'unité urbaine du Rheu, une agglomération intra-départementale regroupant trois  communes, dont elle est ville-centre,,. Par ailleurs la commune fait partie de l'aire d'attraction de Rennes, dont elle est une commune de la couronne,. Cette aire, qui regroupe 183 communes, est catégorisée dans les aires de 700 000 habitants ou plus (hors Paris),.

### Occupation des sols

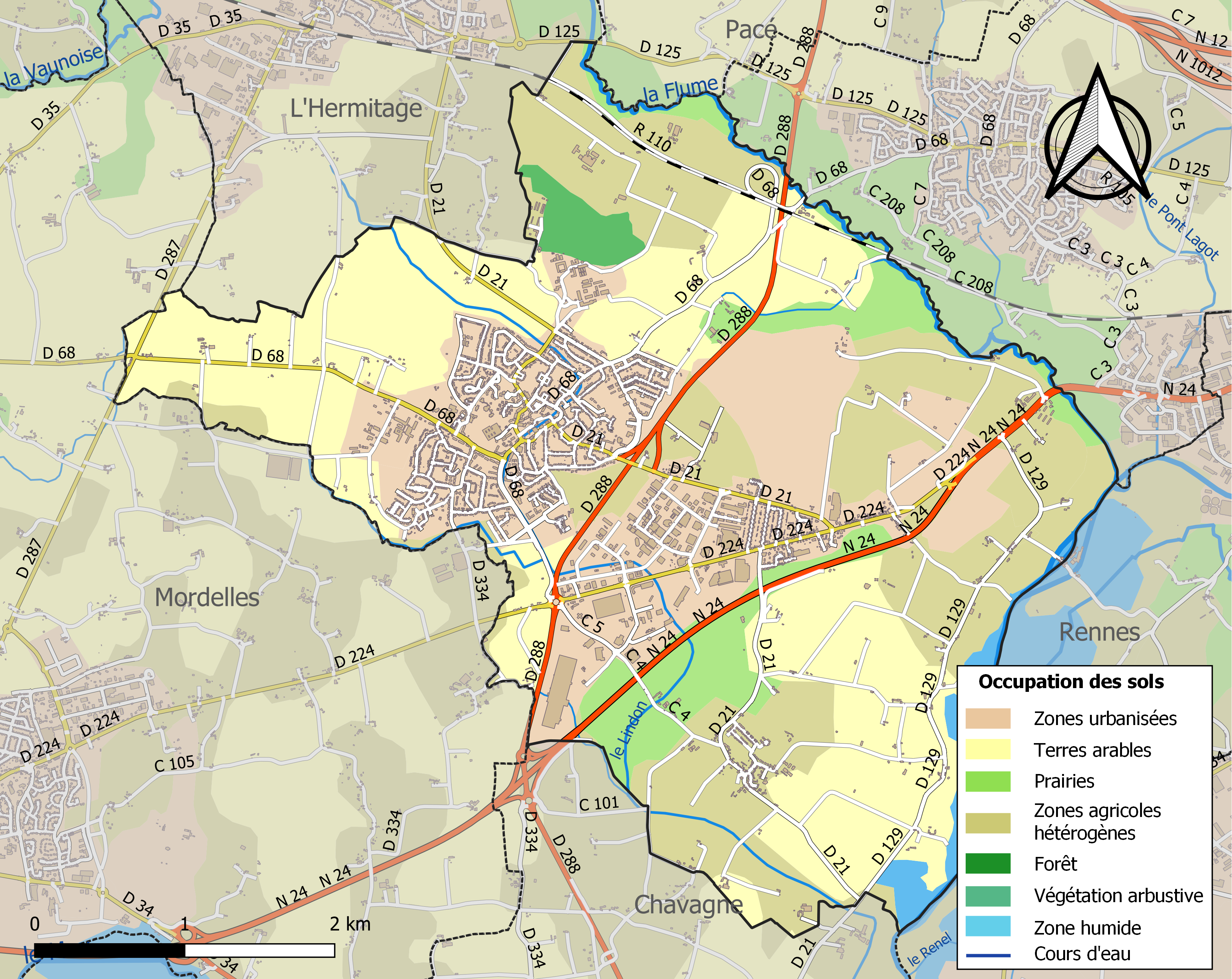
Carte des infrastructures et de l'occupation des sols de la commune en 2018 (CLC).

L'occupation des sols de la commune, telle qu'elle ressort de la base de données européenne d'occupation biophysique des sols Corine Land Cover (CLC), est marquée par l'importance des territoires agricoles (67,1 % en 2018), en diminution par rapport à 1990 (74,3 %). La répartition détaillée en 2018 est la suivante : 
terres arables (31,4 %), zones agricoles hétérogènes (27,6 %), zones urbanisées (12,4 %), zones industrielles ou commerciales et réseaux de communication (9,1 %), prairies (8,1 %), espaces verts artificialisés, non agricoles (4,3 %), mines, décharges et chantiers (2,8 %), eaux continentales (2,7 %), forêts (1,4 %). L'évolution de l'occupation des sols de la commune et de ses infrastructures peut être observée sur les différentes représentations cartographiques du territoire : la carte de Cassini (XVIIIe siècle), la carte d'état-major (1820-1866) et les cartes ou photos aériennes de l'IGN pour la période actuelle (1950 à aujourd'hui).

### Morphologie urbaine
Le bourg d'après-guerre est concentré autour de la mairie et de l'église. La plupart de la population vit dans les hameaux. 
La situation est la même pour le village de Moigné au Sud-Est qui fusionne en 1965 avec Le Rheu.

#### Lotissement classique
La proximité de Rennes provoqua le développement à la fin de la décennie 1950 du lotissement des Landes d'Apigné (600 habitants), premier projet du nouveau maire Jean Chatel. 
À proximité de l'ancienne briqueterie et de la RN 24 ce lieu-dit est éloigné du bourg historique de 2 kilomètres. 
La municipalité, déçue de l'urbanisme à l'américaine (rue droite et maisons identiques, destiné à la voiture) ayant également peur pour l'unité communale, décida d'organiser désormais la croissance autour de l'ancien bourg selon d'autres normes urbanistiques. 

#### Cité-jardin
Elle fait alors appel à l'architecte Gaston Bardet, pour les futurs projets des années 1960. Il créa deux lotissements (ceux de l'Ouest et des Sports) conforme à sa volonté et son projet de  cités-jardins pavillonnaires, en appliquant les principes comme la séparation des circulations piétonnes et automobiles (très rare à l'époque du tout voiture), l'intégration des zones de loisirs (comme les terrains de sports ou de jeux) au sein même des îlots d'habitation et l'importance accordée aux espaces verts. 
Le quartier de la Motte fut la dernière tentative d'urbanisme pavillonnaire classique, il ne garde le côté cité-jardin que dans le suivi de la trame des haies. Premier lotissement construit après le départ de l'architecte au début des années 1970, il ne satisfit pas la municipalité.

#### Agriculture
La partie nord de la commune est presque exclusivement consacrée à la recherche agricole, accueillant notamment l'INRA. À l'ouest le lycée agricole LEGTA-Le Rheu (devenu lycée Théodore-Monod) garde également une zone agricole importante. 

#### Zones artisanales
Dans les années 1980, la nouvelle municipalité menée par Jean Auvergne a aménagé une zone d'activités dite du Chêne Vert, dans la zone comprise entre le bourg et les Landes d'Apigné.

### Habitat et logement
En 2018, le nombre total de logements dans la commune était de 4 126, alors qu'il était de 3 604 en 2013 et de 3 266 en 2008.
Parmi ces logements, 92,2 % étaient des résidences principales, 1,4 % des résidences secondaires et 6,3 % des logements vacants. Ces logements étaient pour 50,2 % d'entre eux des maisons individuelles et pour 48,6 % des appartements.
Le tableau ci-dessous présente la typologie des logements au Le Rheu en 2018 en comparaison avec celle d'Ille-et-Vilaine et de la France entière. Une caractéristique marquante du parc de logements est ainsi une proportion de résidences secondaires et logements occasionnels (1,4 %) inférieure à celle du département (7,1 %) et à celle de la France entière (9,7 %). Concernant le statut d'occupation de ces logements, 55,7 % des habitants de la commune sont propriétaires de leur logement (58,3 % en 2013), contre 59,8 % pour l'Ille-et-Vilaine et 57,5 % pour la France entière.
| Typologie                                               | Le Rheu | Ille-et-Vilaine | France entière |
| ------------------------------------------------------- | ------- | --------------- | -------------- |
| Résidences principales (en %)                           | 92,2    | 86,3            | 82,1           |
| Résidences secondaires et logements occasionnels (en %) | 1,4     | 7,1             | 9,7            |
| Logements vacants (en %)                                | 6,3     | 6,7             | 8,2            |

### Planification de l'aménagement
Le Rheu dispose d'un plan local d'urbanisme intercommunal approuvé par délibération du conseil métropolitain du 19 décembre 2019. Il divise l'espace des 43 communes de Rennes Métropole en zones urbaines, agricoles ou naturelles.

### Projets d'aménagement
Des études en vue du développement futur du Rheu pour les vingt prochaines années ont été menées en 2003.
Il est ainsi envisagé à court et moyen terme :
- l'urbanisation du secteur de la Trémelière, des Acquêts et à proximité du secteur de la Freslonière ;
- la mise en place d'équipements collectifs aux Landes d'Apigné ;
- le désenclavement du tissu commercial du centre-ville ;
- la valorisation de la Vilaine avec un pôle de loisirs et de promenade, des restaurants, des hôtels ;
- une modification des accès à la ville et du développement urbain : accès depuis la route de Lorient (RN 24) souvent embouteillé, urbanisme et axes de circulations tendant à unifier la ville du Rheu aujourd'hui éclatée entre le bourg du Rheu, les Landes d'Apigné et Moigné.

### Voies de communication et transports
Les deux accès principaux à la commune sont la voie express Rennes-Lorient (RN 24) et la « seconde ceinture rennaise » (RD 288).
La commune est desservie par les bus du service des transports en commun de l'agglomération rennaise (STAR) de Rennes Métropole :
Le centre-ville est desservi par 6 arrêts sur les lignes 54, 76 et 154ex. 
Il y a un bus toutes les 10 min en heures de pointe, au maximum un bus toutes les heures en heures très creuses.
Les landes d'Apigné sont desservies par 3 arrêts sur les lignes 54, 55 et 56.
Moigné est desservie par 2 arrêts de la ligne 56.
À l'enquête 2021 du Baromètre des villes marchables, Le Rheu a la note de 13,71/20, avec une pratique de la marche "favorable".

## Toponymie

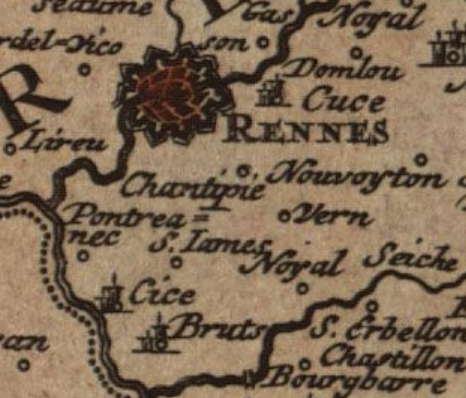
Extrait de la Tabula ducatus britanniae gallis (XVIIe siècle, où l'on peut lire « Lireu ». Le symbole utilisé signifie pagi (bourgs).

Les formes anciennes attestées sont : de Rodo (1279), Le Rou (1388), Le Ru (1539), Lireu (XVIIe siècle, voir la carte ci-contre).
Le Rheu, avec sa forme ancienne de 1279 Rodo, procède peut-être du mot gaulois Roto- (le gué), bien que la Vilaine est loin du bourg actuel.
Le nom de la localité est Le Reu prononcé [lrø] en gallo.
.Bien que la commune ne soit pas dans un secteur où le breton ait été historiquement parlé, en 1944, Théophile Jeusset crée un premier nom breton pour la localité, sous la forme Reuz Bihan. La forme bretonne proposé actuellement par l'Office public de la langue bretonne est Reuz. Cette forme est artificielle pour ce toponyme qui n'est pas breton et n'a pas subi l'influence phonétique du breton.

## Histoire

### Néolithique
Les fouilles préventives réalisées par l'Inrap à la ZAC de la Trémelière permirent de mettre au jour des outils en silex, ainsi que deux bracelets de schiste

### Haut Moyen Âge
De nombreux vestiges de cette période des VIIIe siècle IXe siècle furent découverts dans le secteur nord-ouest de la SAC de la Trémelière mettant en évidence une trentaine d'habitations édifiées sur poteaux pour la grande majorité. Ces fouilles furent réalisées par les équipes de l'Inrap. Une petite nécropole gallo-romaine fut également mise au jour et contenant du mobilier funéraire comme des vase cinéraire en céramique et des récipients en verre

### Moyen Âge
Des documents datant de 1240 et 1279 attestent l'existence des paroisses de Moigné et du Rheu.
Plus tard, le climat d'insécurité aurait favorisé l'instauration du système féodal avec ses seigneuries (La Freslonière, la Motte au Vicomte, Apigné, Méjussaume) et l'édification de nombreux manoirs.

### Temps modernes
On trouve aussi une tombe du XVe siècle et la sacristie datant du XVe siècle.

### Révolution française et Empire
La Révolution française est bien accueillie par la population. En 1790, les communes du Rheu et de Moigné sont instituées et leurs maires élus au suffrage universel.

### Époque contemporaine
Durant le XIXe siècle et la première moitié du XXe siècle, le développement des deux communes est relativement calme, n'accueillant aucune industrie importante ni développement d'habitats. Ce sont des communes rurales, conservatrices et agricoles.
Les maires successifs du Rheu faisaient partie de la noblesse. Les "de Freslon" dirigèrent la commune de 1876 à 1935, avec Albert de Freslon de 1876 à 1904, Pierre de Freslon de 1904 à 1916 puis Henry de Freslon de 1919 à 1935. La famille était divisé entre les branches de la Motte et celle de la Freslonnière. 
À leur suite, le beau fils d'Henry de Freslon, Hippolyte de Boisbaudry fut maire de 1935 à 1953.
Ces personnalités royalistes, conservatrices, qui était de loin les plus gros propriétaires de la commune perpétuaient un système quasi féodal dans leur gestion communale.
Aux élections municipales de 1953, une partie de la liste vainqueur se retourna contre le maire sortant Hippolyte de Boisbaudry et élut Jean Chatel, tout jeune boulanger comme maire.

#### Le développement de la cité-jardin
Au début des années 1950, la commune du Rheu est une commune essentiellement rurale et agricole, l'activité est limitée aux commerces et artisans du bourg et de l'axe des Landes d'Apigné. 
Le nouveau maire, Jean Châtel, veut faire du Rheu une petite ville, en lien avec l'industrialisation du secteur (installation de Citroën à la barre Thomas à Rennes). 
Il lance la première opération d'urbanisme en 1955 aux Landes d'Apigné, le long de la RN 24 de l'époque (devenue depuis la « route nationale »), 110 pavillons suivant l'urbanisme standard à l'américaine sont créés, mais l'expérience ne le satisfait pas.
En 1959, il décide donc de faire appel à Gaston Bardet, directeur des études de l'Institut International et supérieur d'urbanisme appliqué de Bruxelles.
Gaston Bardet devient l'urbaniste conseil du Rheu pendant 10 ans et y impose le concept de cité-jardin. Ce concept désirant concilier développement du lien social, l'aménagement intelligent des axes de circulation, et la mise en place d'un cadre de verdure. Il mettra en chantier trois lotissements : le lotissement Est, le lotissement des Oiseaux (avenue des Cygnes, rue des Mésanges, etc.) et le lotissement des Sports (avenue des Sports, rue des Tennis, etc.).
Le 1er mars 1965, la petite commune de Moigné est rattachée à la commune du Rheu. Elle n'arrivait pas à faire face seule aux travaux de distribution d'eau et d'électricité. La superficie de la commune passe alors de 1 410 à 1 889 hectares et le nombre d'habitants de 2 001 à 2 291.
Au début des années 1970, après le départ de Gaston Bardet, la ville lance le lotissement de la Motte, au nord de la commune, en opposition à la plupart des principes de Bardet. 
L'opération ne sera pas renouvelée. 
En 1971, les premiers habitats collectifs apparaissent dans la commune (Résidence la Noë, Petit Verger, etc.). 
En 1976, la commune crée le quartier de la Bouvetière où se mélangent habitat collectif et pavillonnaire, puis le quartier du Clos-Joury.
Les futurs quartiers à partir des années 1990 reprennent les idées de Gaston Bardet de Cité-jardin.

#### Le centre-ville

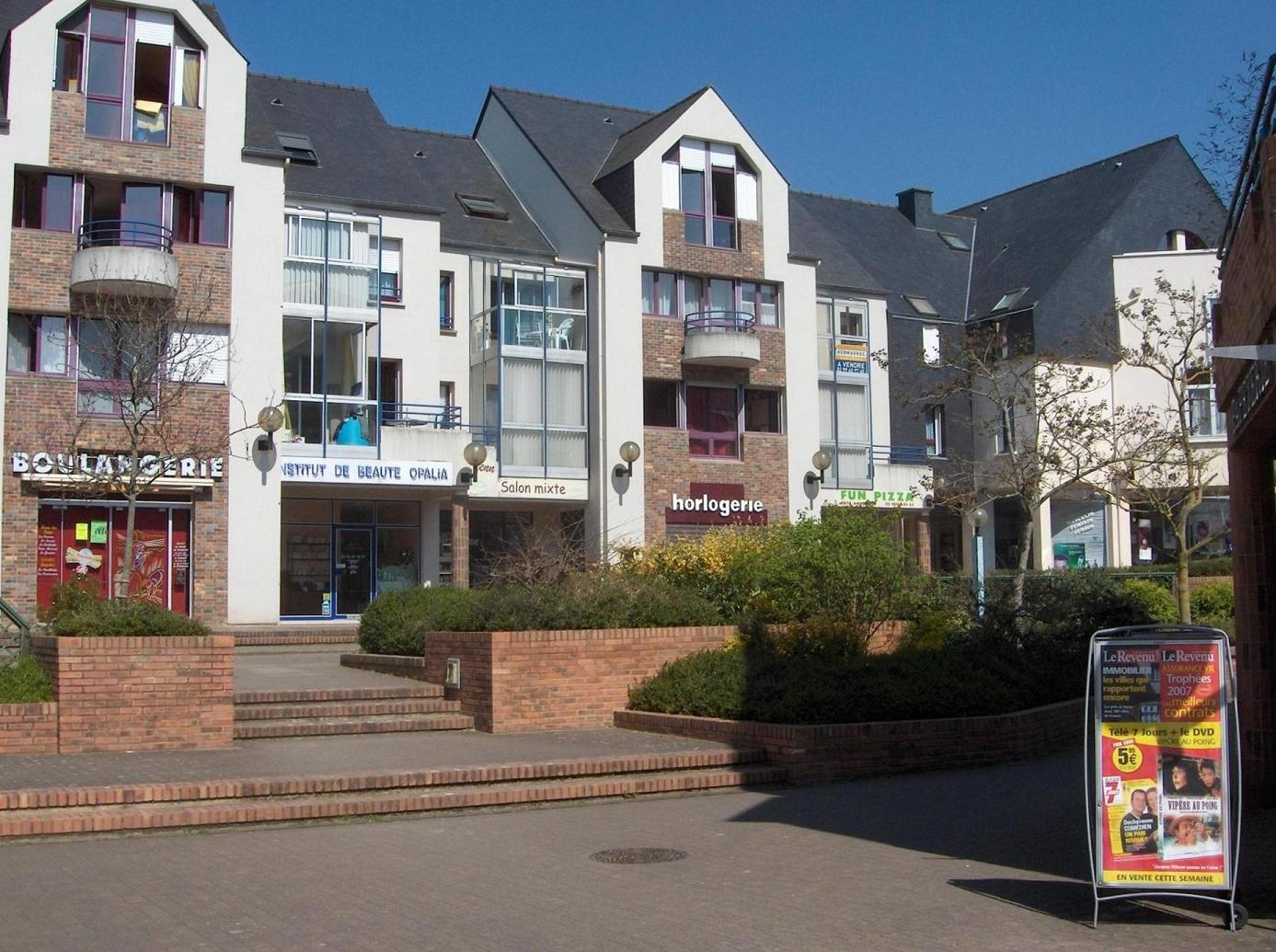
Place de la Fontaine.

Au milieu des années 1980, le centre-ville du Rheu est complètement redessiné. 
La plupart des maisons et des bâtiments autour de la mairie et de l'église sont rasés afin de créer un centre-ville entièrement piétonnier. De nombreux immeubles d'habitat sont créés avec au rez-de-chaussée de ces immeubles, des cellules commerciales afin de constituer un véritable centre commercial au cœur de la ville, la "place de la fontaine".
En 1986, l'ancienne ferme de la Noé est partiellement rénovée afin de devenir un centre culturel (centre la Noé) accueillant le siège de l'association Agora et différentes activités (cours de musique, le centre de loisirs jusqu'au début des années 2000, la maison des jeunes, Le Parking – salle de répétition pour les musiques actuelles).
La partie non rénovée du centre la Noé a été détruite pour de nouveaux logements collectifs et des commerces (kinésithérapeuthes, pharmacie, notaires. 
En face du bâtiment historique de La Noë, a été construite la nouvelle Maison des jeunes, baptisée « Le Quai », inaugurée en novembre 2008.
Les bâtiments du COSEC ont été rénové à la fin des années 2000, avec la construction d'une grande salle de 400 places de niveau régional (COSEC 2), la rénovation des vestiaires et de l'ancienne salle ainsi que la construction d'un dojo et d'une salle de danse.
En 1988, la commune lance la ZAC des Champs-Freslons (quartier des Champs-Freslons, des Perrières, de la Cranais, de la Colline/la Mare), qui prévoit la construction de 900 logements. 
Les fermes des Champs-Freslons et des Perrières sont rénovées afin d'accueillir le siège du Sporting Club pour la ferme des Champs-Freslons et la bibliothèque et certaines activités de l'Agora pour la ferme des Perrières. 
Le centre de loisirs et la halte-garderie déménagent dans le quartier de la Cranais à l'emplacement de l'ancienne maison de la famille du maire Jean Châtel.
Afin de satisfaire la demande croissante en logement dans l'agglomération rennaise, la ville lance en 2004, la ZAC des Huberdières, sur la route de Vezin.
La nouvelle médiathèque L'Autre Lieu a ouvert en 2014 dans l'ancienne ferme de la Mare complètement rénovée.

##### La Trémelière
À partir de 2008, une nouvelle ZAC est prévue : la ZAC de la Trémeliere, sur la route de L'Hermitage. 
Près de 1 200 logements sont projetés alors dans ce nouveau quartier d'ici à 2014. Le développement de ce quartier sera assuré par l'urbaniste et architecte iranienne Nasrine Seraji.
La Crise des subprimes et ses suites ralentira et espacera la mise en œuvre du projet jusqu'en 2030. 
Il est alors divisé en 5 "îlots-jardin" comprenant des pavillons et des logements collectifs, qui seront construites au fur et à mesure. Un parc centré autour de la zone humide du Lindon fait plus de 22ha.
Le premier, derrière l'avenue de la Bouvetière, est construit de 2012 à 2019, il compte 181 logements. 
Le second îlot est construit de 2015 à 2021 et compte 262 logements. 
Le troisième îlot est lancé en 2022, il devrait être terminé en 2025. Il compte 320 logements.
Les travaux pour le quatrième îlot commenceront en 2024. Le cinquième îlot n'est pas encore sûr d'être construit.
Par ailleurs, une réflexion sur le secteur des Acquets est engagée. Des équipements tels qu'une salle multifonction ainsi qu'un centre commercial devraient y être construits[Quand ?].

## Politique et administration

### Rattachements administratifs et électoraux

#### Rattachements administratifs
La commune se trouve dans l'arrondissement de Rennes du département d'Ille-et-Vilaine.
Elle faisait partie depuis 1801 du canton de Mordelles. Dans le cadre du redécoupage cantonal de 2014 en France, cette circonscription administrative territoriale a disparu, et le canton n'est plus qu'une circonscription électorale.

#### Rattachements électoraux
Pour les élections départementales, la commune est  depuis 2014 le bureau centralisateur du canton du Rheu
Pour l'élection des députés, la commune fait partie de la huitième circonscription d'Ille-et-Vilaine. 
Sous le Second Empire, elle appartenait à la circonscription de Rennes, sous la IIIe République à la deuxième circonscription de Rennes, de 1958 à 1986 à la 2e circonscription (Rennes-Sud) et de 1986 à 2010 à la 3e circonscription (Rennes-Montfort).

### Intercommunalité
Le Rheu est membre de la métropole dénommée Rennes Métropole, un établissement public de coopération intercommunale (EPCI) à fiscalité propre créé en 2015 et auquel la commune a transféré un certain nombre de ses compétences, dans les conditions déterminées par le code général des collectivités territoriales.
Conformément aux prescriptions de la loi de réforme des collectivités territoriales du 16 décembre 2010, qui a prévu le renforcement et la simplification des intercommunalités et la constitution de structures intercommunales de grande taille, cette métropole a succédé à la communauté d'agglomération Rennes Métropole créée en 2000, et qui prenait la suite du district urbain de l'agglomération rennaise ou Rennes District, créé le 9 juillet 1970, dont le Rheu était déjà membre.
Rennes Métropole fait partie du Pays de Rennes, un pays actuel (Loi Voynet), correspondant territoire du pays traditionnel du Pays rennais,

### Tendances politiques et résultats
Lors des élections municipales de 2014 en Ille-et-Vilaine, la liste PS menée par le maire sortant Jean-Luc Chenut est la seule candidate et obtient donc la totalité des 1 862 suffrages exprimés. Elle est élue en totalité et 2 de ses membres siègent au conseil de Rennes Métropole.
Lors de ce scrutin, 50,24 % des électeurs se sont abstenus, et 30,63 % des votants ont choisi un bulletin blanc ou nul.
Lors du second tour des élections municipales de 2020 en Ille-et-Vilaine, la liste PS menée par le maire sortant Mickaël Bouloux — élu en 2015 après la démission de Jean-Luc Chenut, devenu président du conseil départemental — obtient la majorité absolue des suffrages exprimés, avec 1 278 voix (51,32 %, 22 conseillers municipaux élus dont 2 métropolitains), devançant  de 66 voix celle LREM menée par Alain L'Hostis, qui a recueilli 1 212 voix (48,67 %, 7 conseillers municipaux élus).

Lors de ce scrutin, marqué par la pandémie de Covid-19 en France, la liste EELV menée par Isabelle Lesage, qui avait recueilli 17,60 % des voix au premier tour, s'est retirée sans donner de consigne de vote, et 55,97 % des électeurs se sont abstenus.

### Administration municipale
Le nombre d'habitants au dernier recensement étant compris entre 5 000 et 9 999, le nombre de membres du conseil municipal est de 29.

### Liste des maires
| Période | Période | Identité             | Étiquette | Qualité |
| ------- | ------- | -------------------- | --------- | ------- |
| 1790    | 1800    | François Bellay      |           |         |
| 1800    | 1832    | Jean-Olivier Agaësse |           |         |
| 1832    | 1855    | Paul Gautier         |           |         |
| 1855    | 1858    | Jean-Marie Durand    |           |         |
| 1858    | 1860    | Pierre Bellay        |           |         |
| 1860    | 1865    | Louis Lefeuvre       |           |         |
| 1865    | 1868    | Mathurin Guiheu      |           |         |
| 1868    | 1876    | Louis Lefeuvre       |           |         |
| 1876    | 1895    | Jean-Marie Durand    |           |         |
| 1895    | 1900    | Étienne Bellay       |           |         |
| 1900    | 1935    | Julien Bellay        |           |         |
| 1935    | 1941    | Joseph Priour        |           |         |
| 1941    | 1945    | Joseph Chatel        |           |         |
| 1945    | 1953    | Augustin Dubreil     |           |         |
| 1953    | 1965    | Joseph Gruel         |           |         |

### Distinctions et labels
La commune obtient en 1987 deux fleurs au concours national du fleurissement puis quatre fleurs depuis 1989. Elle obtient même en 1996, le grand prix national du fleurissement[réf. nécessaire].

### Jumelages
- Grasbrunn (Allemagne) depuis 1978[48].

## Équipements et services publics

### Enseignement
Sur le territoire de la commune se situent trois complexes scolaires publics, le collège Georges-Brassens et le lycée d'enseignement général et agricole Théodore-Monod avec une option en maraîchage biologique.
Un collège expérimental (absence de notation, absence de grillages, construction de plain-pied, laboratoire de langues, salle de spectacle) est construit en plein centre bourg en 1974. Il prend le nom de collège Georges-Brassens au milieu des années 1980. En 2021, une commission de sécurité préfectorale obtient l'installation de clôtures autour du collège.
En 1977, le lycée agricole des Trois-Croix de Rennes (qui a laissé la place au lycée Victor-et-Hélène-Basch) déménage et s'installe au Rheu.
Depuis 2003, le lycée agricole Rennes-Le-Rheu porte le nom de lycée Théodore-Monod.

### Justice, sécurité, secours et défense
Sur le plan des institutions judiciaires, la commune relève du tribunal judiciaire (qui a remplacé le tribunal d'instance et le tribunal de grande instance le 1er janvier 2020), du tribunal pour enfants, du conseil de prud'hommes, du tribunal de commerce, de la cour d'appel et du tribunal administratif de Rennes et de la cour administrative d'appel de Nantes.

## Population et société

### Démographie
L'évolution du nombre d'habitants est connue à travers les recensements de la population effectués dans la commune depuis 1793. Pour les communes de moins de 10 000 habitants, une enquête de recensement portant sur toute la population est réalisée tous les cinq ans, les populations de référence des années intermédiaires étant quant à elles estimées par interpolation ou extrapolation. Pour la commune, le premier recensement exhaustif entrant dans le cadre du nouveau dispositif a été réalisé en 2006.

En 2022, la commune comptait 9 823 habitants, en évolution de +14,61 % par rapport à 2016 (Ille-et-Vilaine : +5,46 %, France hors Mayotte : +2,11 %).
| 1793 | 1800 | 1806 | 1821  | 1831  | 1836 | 1841 | 1846  | 1851  |
| ---- | ---- | ---- | ----- | ----- | ---- | ---- | ----- | ----- |
| 824  | 649  | 810  | 1 010 | 1 008 | 891  | 930  | 1 023 | 1 074 |

| 1856  | 1861  | 1866  | 1872 | 1876 | 1881  | 1886  | 1891  | 1896 |
| ----- | ----- | ----- | ---- | ---- | ----- | ----- | ----- | ---- |
| 1 002 | 1 057 | 1 013 | 972  | 979  | 1 022 | 1 006 | 1 011 | 994  |

| 1901 | 1906 | 1911  | 1921 | 1926 | 1931 | 1936 | 1946 | 1954 |
| ---- | ---- | ----- | ---- | ---- | ---- | ---- | ---- | ---- |
| 988  | 993  | 1 010 | 895  | 877  | 877  | 892  | 963  | 974  |

| 1962  | 1968  | 1975  | 1982  | 1990  | 1999  | 2006  | 2011  | 2016  |
| ----- | ----- | ----- | ----- | ----- | ----- | ----- | ----- | ----- |
| 1 710 | 3 080 | 3 869 | 4 276 | 5 027 | 5 733 | 6 920 | 7 696 | 8 571 |

| 2021  | 2022  | - | - | - | - | - | - | - |
| ----- | ----- | - | - | - | - | - | - | - |
| 9 535 | 9 823 | - | - | - | - | - | - | - |

### Manifestations culturelles et festivités

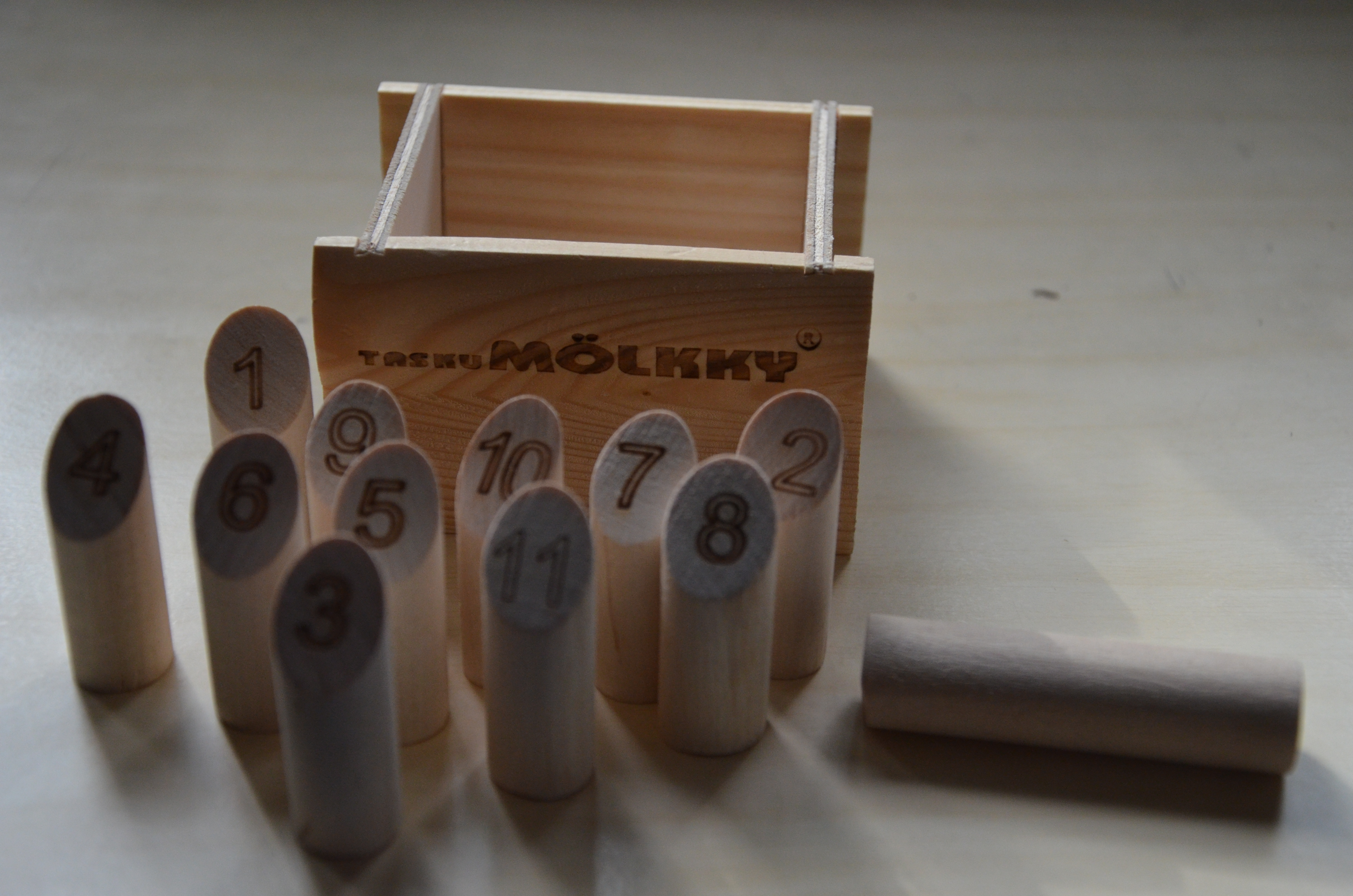
Un jeu de Mölkky.

- Les Tablées du Rheu, salon gastronomique et des produits du terroir créé en 1985 : mars (25 000 visiteurs, 220 exposants)
- Carnaval : fin mars
- Arts en folie/Agorafolies : animations et expositions culturelles et artistiques dans de multiples lieux de la commune (mi-mai à mi-juin)
- Fête de la musique : vendredi précédant ou suivant la Fête de la musique du 21 juin
- Grand prix cycliste et retraite aux flambeaux : juillet
- Prix ado des arts plastiques (juin) : prix réservés aux adolescentes et adolescents d'Ille-et-Vilaine
- Braderie jeunesse : octobre
- Marché hebdomadaire, le samedi matin
- Organisation des mondiaux 2016 du jeu de Mölkky
- Saison culturelle : tout au long de l'année[53].

### Vie associative

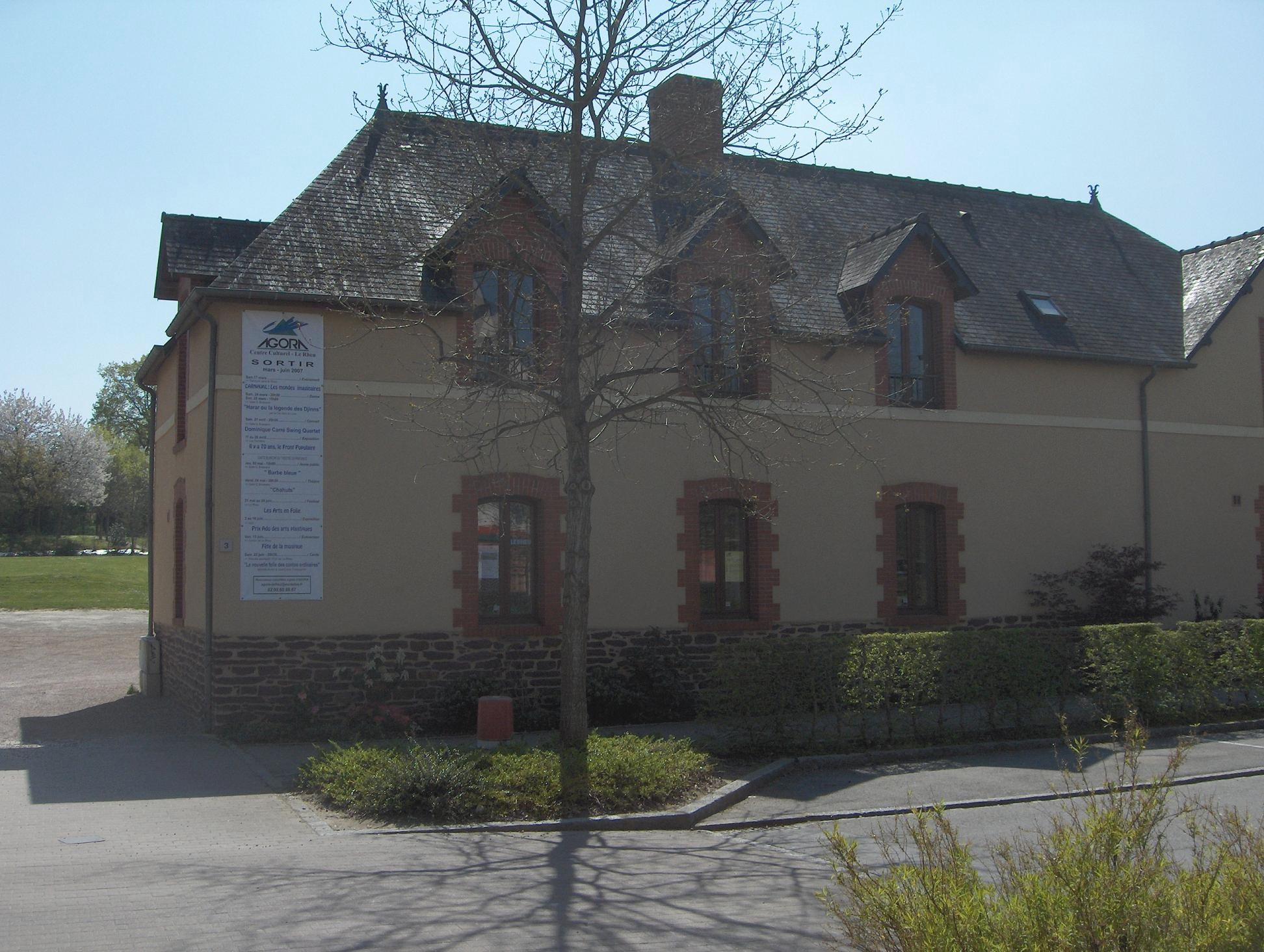
Centre culturel La Noë.

La vie associative et culturelle du Rheu s'organise autour de deux grandes associations :
- le Centre Culturel et d'Activités Agora ;
- le Sporting Club Le Rheu.

Toutefois bien d'autres associations animent la vie culturelle et sociale de la commune et notamment l'école intercommunale de musique de la Flume, dont le siège est situé au Rheu depuis 2008.

#### L'Agora
Le Centre Culturel et d'Activités Agora est une association culturelle de 1 000 membres, siégeant à l'ancienne ferme La Noë, créée en 1959 sous le nom de CCOR et renommée AGORA en 1991. L'association :
- regroupe une vingtaine d'activités de pratiques artistiques et culturelles (aquarelle, arts plastiques, danses (classique, jazz, hip-hop), théâtre, langues (allemand, anglais), découverte musicale dans un partenariat avec l'école intercommunale de musique de la Flume, randonnées pédestres, club nature, patchwork, informatique, etc.) ;
- organise des événements (forum des associations, carnaval, fête de la musique, Prix Ado départemental des Arts Plastiques, etc.) ;
- organise des expositions et des spectacles dans la commune.

Elle est titulaire de licences d'entrepreneur de spectacles pour cette activité. Le secteur jeunesse d'Agora (CLSH, Maison des jeunes, halte-garderie) qui existait depuis plus de vingt ans est passé sous compétence municipale en 2005. Agora a centré ses activités dans le domaine culturel, spectacles et loisirs culturels.

#### Sports et loisirs
Sporting Club Le Rheu
Le Sporting Club (2 300 licenciés) créé en 1965 et composé de 19 sections sportives : football (1928), basket-ball, gymnastique volontaire, pétanque, billard français, haltérophilie, musculation, rugby à XV (Sporting club Le Rheu rugby), cyclotourisme, jogging, course, sports loisirs, judo, karaté, aïkido, tennis, golf, kart cross, volley-ball.

## Économie
La zone d'activité économique (ZA) et commerciale du Chêne vert située aux Landes d'Apigné (créée en 1960) et la ZAC d'Apigné sont le moteur de la vie économique de la commune. 
Ces deux ZAC accueillent plus de 100 petites, moyennes et grandes entreprises. 
La récente ZAC d'Apigné est destinée à devenir la zone d'activité logistique de Rennes Métropole. 
La plateforme Colissimo, chargée du tri des colis postaux du Grand Ouest s'y est installée en 2004 et la plateforme logistique Logidis du groupe Carrefour s'y est installée en juin 2007 tout comme les agences de l'infrastructure, de l'IGE et de Process-PSR de SPIE.
Le centre INRA de Rennes possède deux unités de recherche situées au Rheu près du bois de la Motte depuis 1966 (destinées à l'amélioration des plantes et biotechnologies végétales et à la biologie des organismes et des populations appliquée à la protection des plantes), un domaine expérimental de recherche bovine (Méjusseaume) de 307 ha, une unité expérimentale de testage des porcs et une station de recherches cidricoles et de biotransformation des fruits et légumes. Ce centre emploie environ 250 personnes.

## Culture locale et patrimoine

### Lieux et monuments
- Église Saint-Pierre et Saint-Paul (chœur du XVe siècle, reconstruction de l'église à partir de 1845)[57] ;
- Golf et le château de la Freslonnière, ancienne propriété de la Famille de Freslon de La Freslonnière ;
- Château de Monvoisin (détruit) ;
- Bois de la Motte.

L'écart d'Apigné comprend notamment :
- les étangs d'Apigné ;
- le château d'Apigné, construit à la fin du XIXe siècle[58] ;
- le moulin d'Apigné[59],[60].

Le bourg de Moigné comprend notamment deux monuments (respectivement classé ou inscrit au titre des monuments historiques) :
- son église Saint-Melaine[61] ;
- sa croix de cimetière[62].

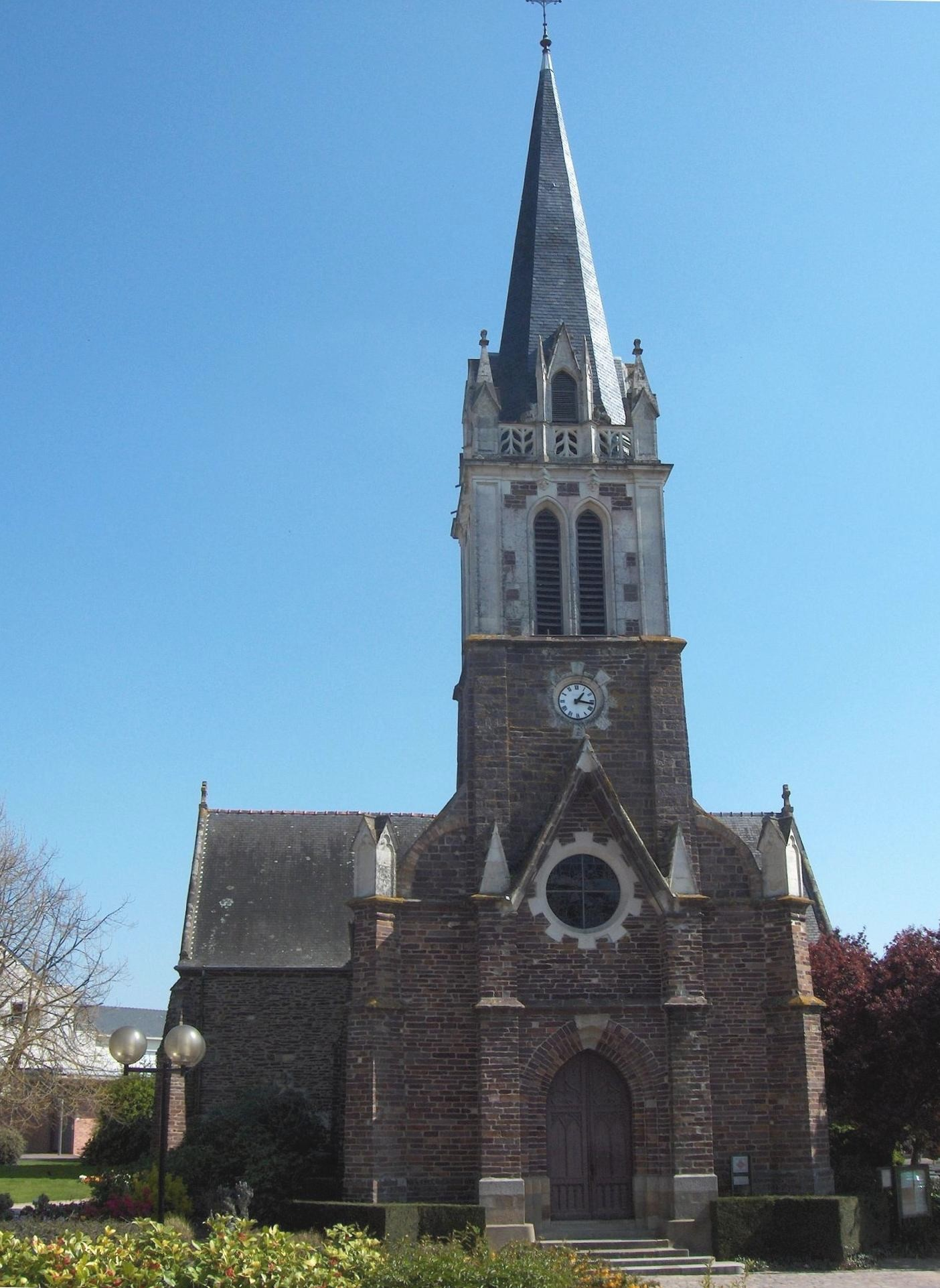
Église Saint-Pierre et Saint-Paul.
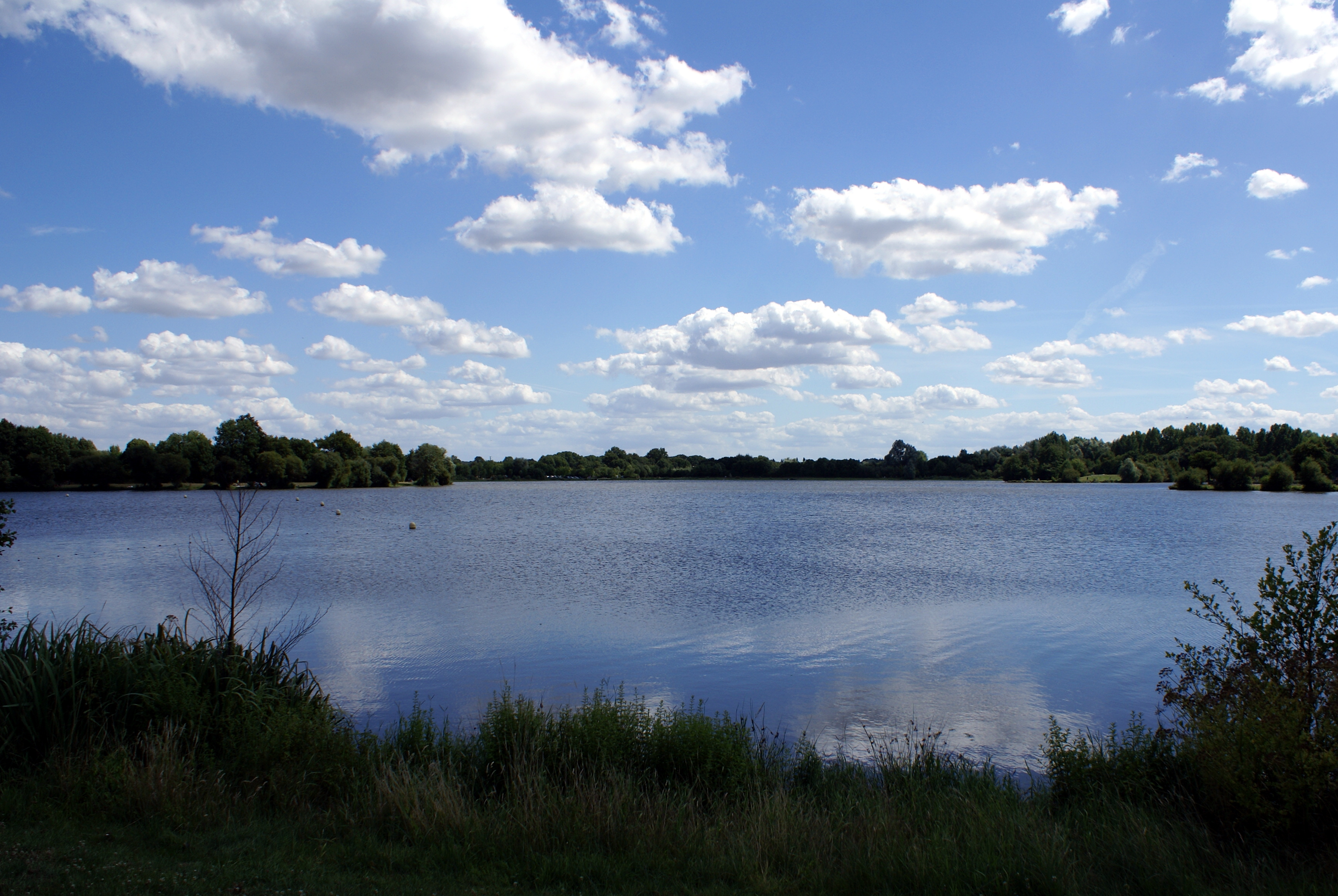
Étangs d'Apigné.
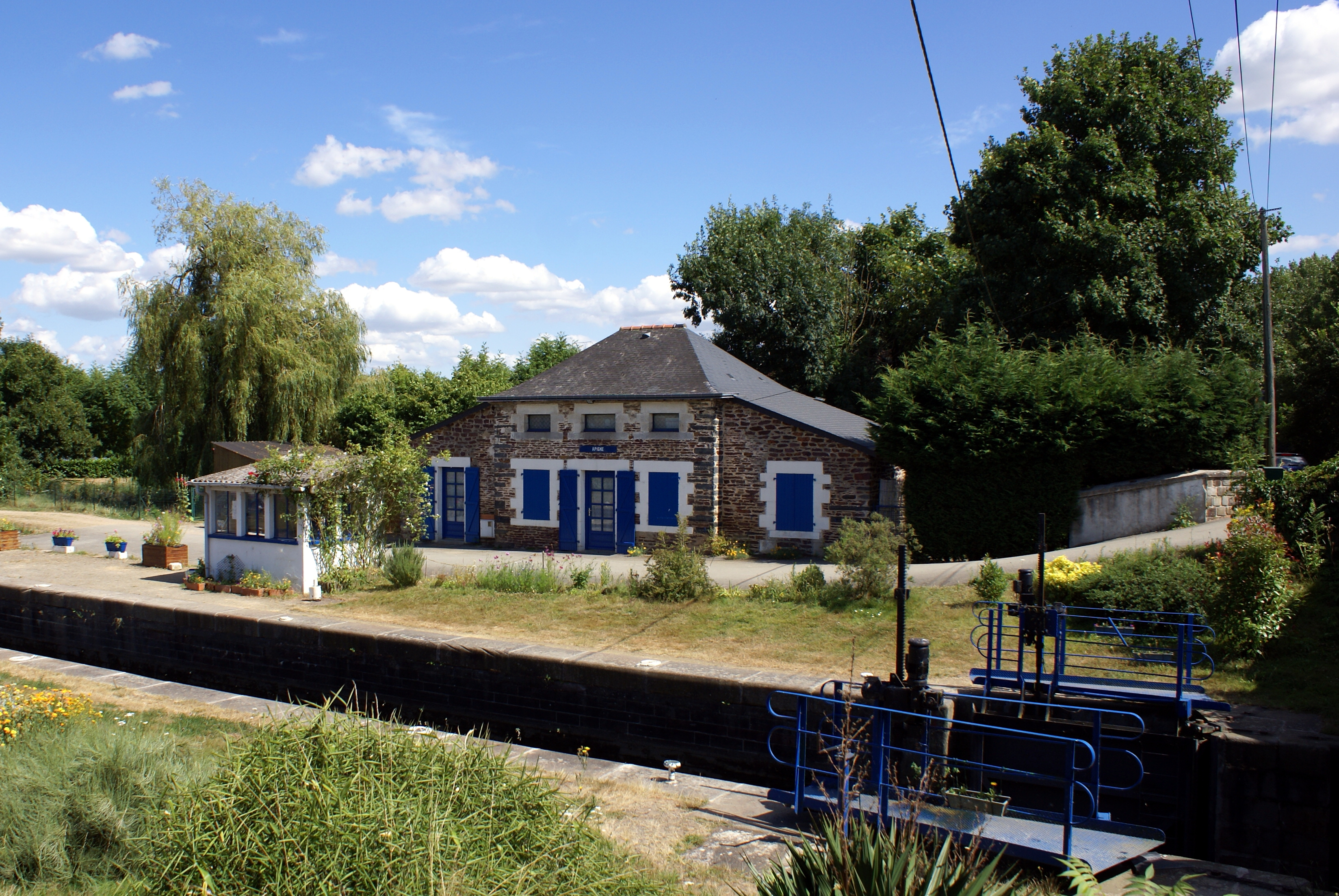
Écluses, près des étangs d'Apigné.
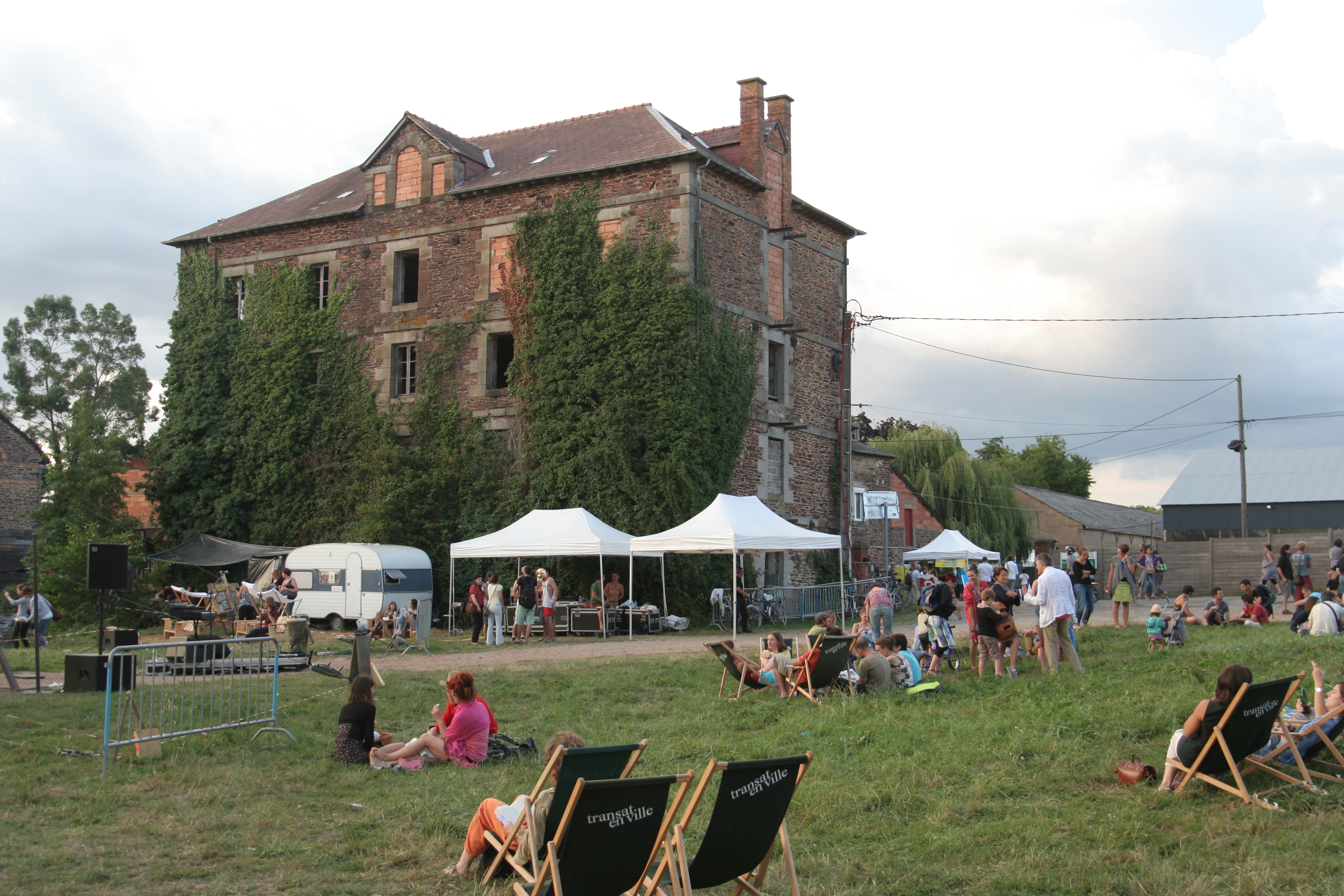
Le Moulin d'Apigné.
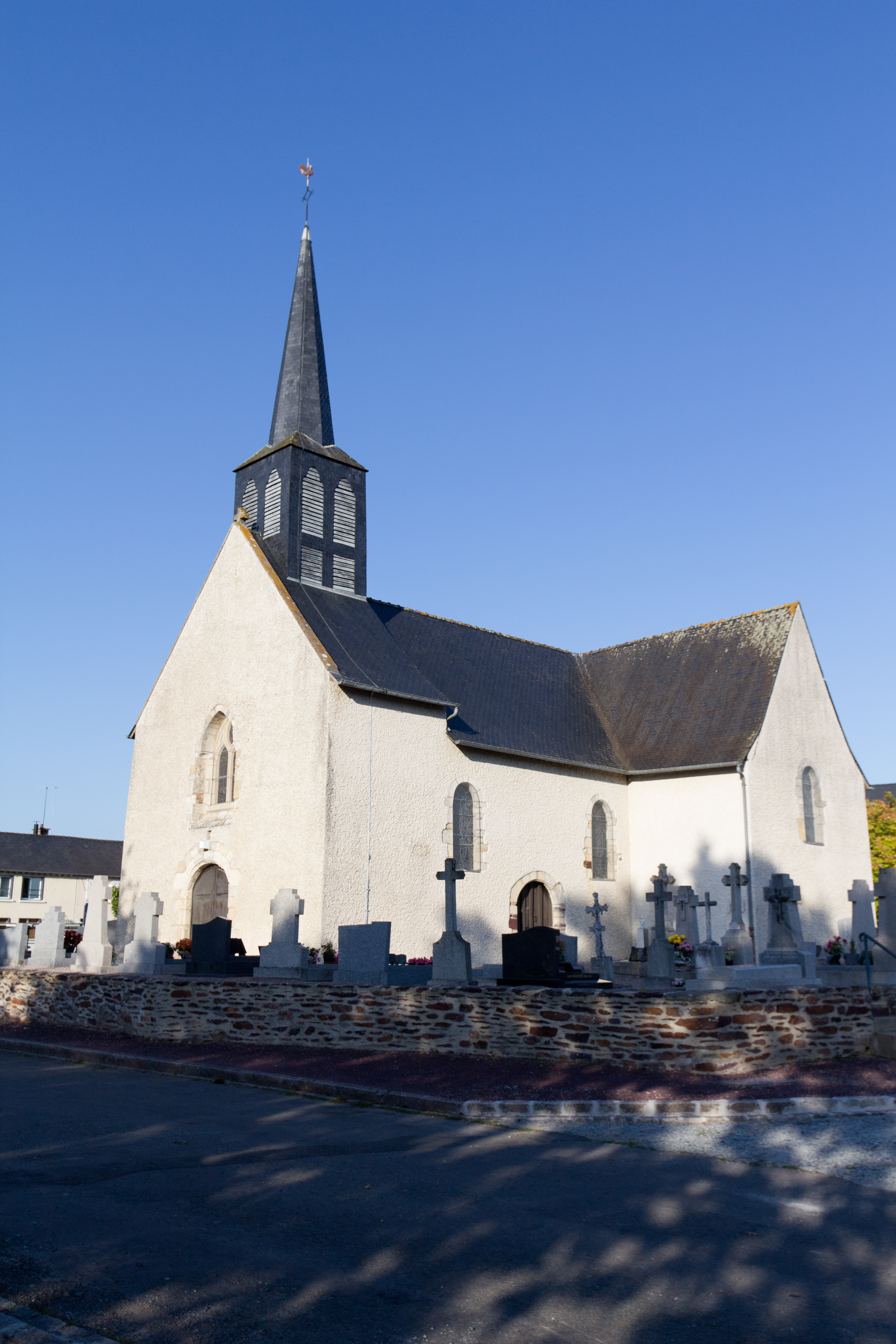
Église Saint-Melaine de Moigné.
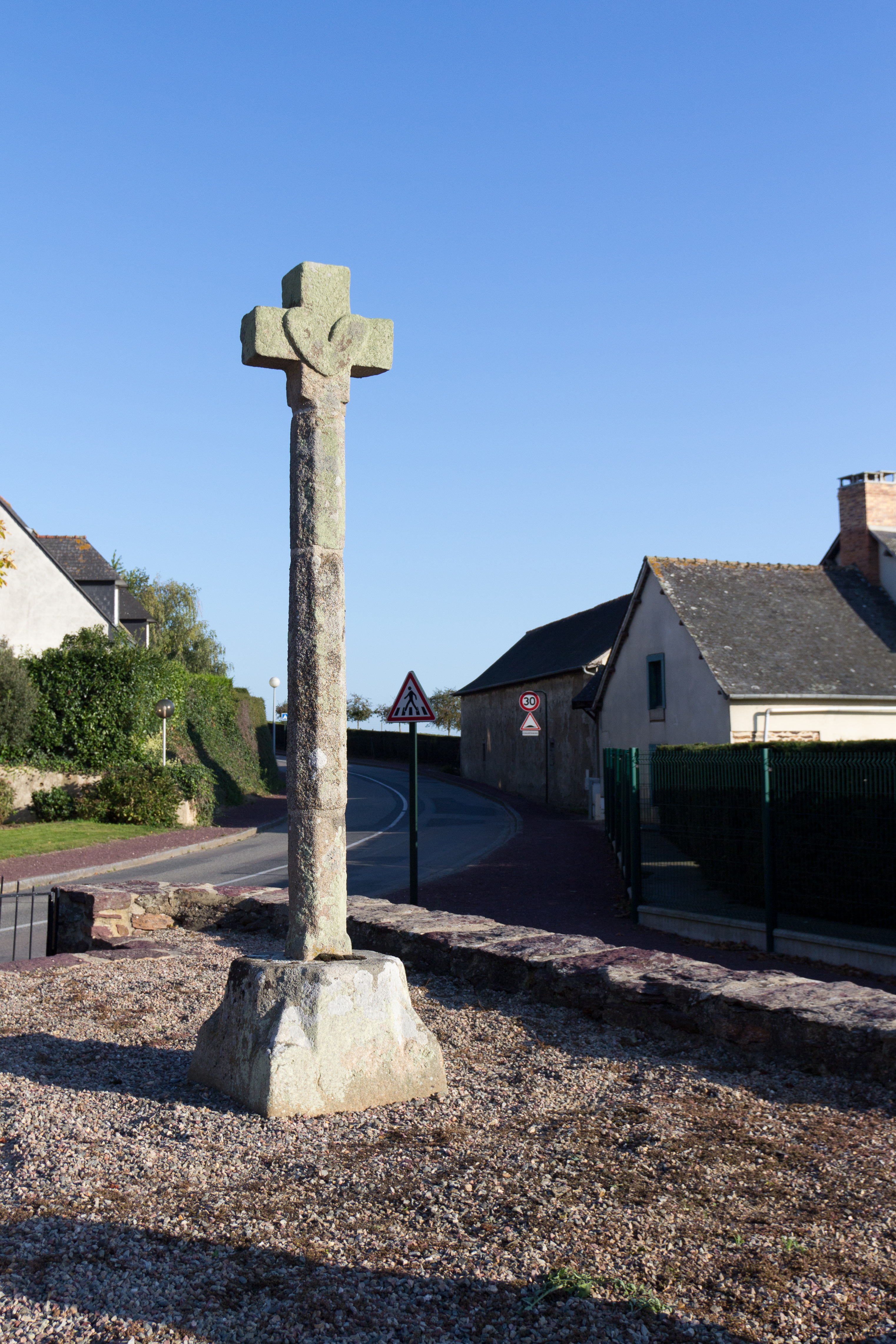
Croix de cimetière de Moigné.

### Le Rheu dans les arts et la culture
- Documentaire Rue des Mésanges de Philippe Baron. Production Vivement Lundi/France 3 (2002)

### Personnalités liées à la commune
- Gabriel Freslon, seigneur de La Freslonnière, conseiller au Parlement de Bretagne à Rennes, président à mortier, député par le Parlement vers le roi Louis XIV le 17 octobre 1651, mort le 13 octobre 1652, inhumé en l'église Saint-Sauveur de Rennes.

- Paul Hutin-Desgrées (1888-1975), fondateur du quotidien Ouest-France, mort dans la commune.
- Gaston Bardet (1907-1989),  urbaniste,architecte et écrivain français,  urbanisme de la ville à partir des années 1950 et de sa cité-jardin.
- Cathy Melain (1974- ), championne d'Europe de basket-ball, a été licenciée au  SC Le Rheu
- Sylvain Wiltord (1974- ), vainqueur du championnat d'Europe des Nations de football qui a vécu de longues années au Rheu et qui y vit encore[réf. nécessaire]
- Camille Abily (1984- ), championne de France et vainqueure de la Ligue des champions féminine, a été licenciée au SC Le Rheu.
- Jimmy Briand (1985- ), ancien joueur du Stade Rennais, de l'Olympique Lyonnais, de Guingamp, aujourd'hui à Bordeaux, a habité au Rheu[réf. nécessaire]
- Samuel Lebret (1987- ), champion de France d'haltérophilie[pourquoi ?]
- Wilson Isidor (2000-), footballeur professionnel, est originaire du Rheu.
- X Makeena, groupe de musique électronique français[pourquoi ?]
- Désiré Doué, footballeur au PSG et en équipe de France.

### Héraldique
| Blason de Rheu (Le) | Blason  | D'argent à la fasce de gueules accompagnée de trois marmites de sable aux anses du champ et ardentes aussi de gueules, à la bordure componée d'or et de sable. |
| Blason de Rheu (Le) | Détails | Le statut officiel du blason reste à déterminer. |

## Pour approfondir

### Archives
- Seigneurie et vicomté de Méjusseaume et seigneurie de la Motte-au-Vicomte, au Rheu, cotes 14 J 41, 14 J 69-71 > Fonds Freslon de la Freslonnière, (14J), Archives I et V.